# PVA Expo Praha
PVA (pražský veletržní areál) EXPO PRAHA nebo také Výstaviště Letňany je veletržní areál v Praze-Letňanech. Rozkládá se na ploše 105 000 m² v těsné blízkosti konečné stanice metra trasy C a letiště Letňany pro malá letadla. Tento multifunkční areál je napojen na přivaděč dálnice D8 z Teplic. Areál vlastní společnosti ABF. V areálu se konají veletrhy, výstavy, koncerty, festivaly a k nim doprovodné akce.

## Historie
Areál PVA Expo byl postaven na louce, zčásti na zástavbě přilehlých leteckých továren. Areál byl dostavěn přibližně v letech 2001 až 2002. Později byly přistavěny další haly.
V létě 2021 zhruba třetinu výstavních ploch postihl požár. Škody se odhadují na 150 až 200 milionů korun. Příčinou požáru, který se odehrál ráno v době konání veletrhu 4Camping, byla technická závada. Nedošlo k žádným újmám na zdraví.

## Popis
Výstaviště se rozkládá na celkové ploše 105 tisíc m² krytých i venkovních ploch. Z toho 37 tisíc m² plochy tvoří osm ocelových hal, dalších 10 tisíc m² jsou venkovní výstavní plochy. Nejnovější haly zde vznikly mezi roky 2003 až 2006. V areálu je také parkoviště s 3000 parkovacími místy. Kongresový sál vybudovaný v roce 2015 nabízí zázemí pro organizaci konferencí, kongresů, firemních akcí nebo divadelních představení.
Poblíž se nachází letiště Letňany.

## Události

### Koncerty, festivaly
- Kabát (2015)[7]
- Magnetic Festival (2012–2022)
- AC/DC (2015, 2016, 2017)[8]
- Festival Majáles
- Utubering (2015, 2016, 2017)

- Robbie Williams (červenec 2017)[9]
- Ozzy Osbourne (2019)
- Guns N'Roses (2017)
- Ed Sheeran (2019)
- Luis Fonsi (2019)

Sportovní akce
- PDC Czech Darts Open (2019; 2023-2025)

## Fotogalerie

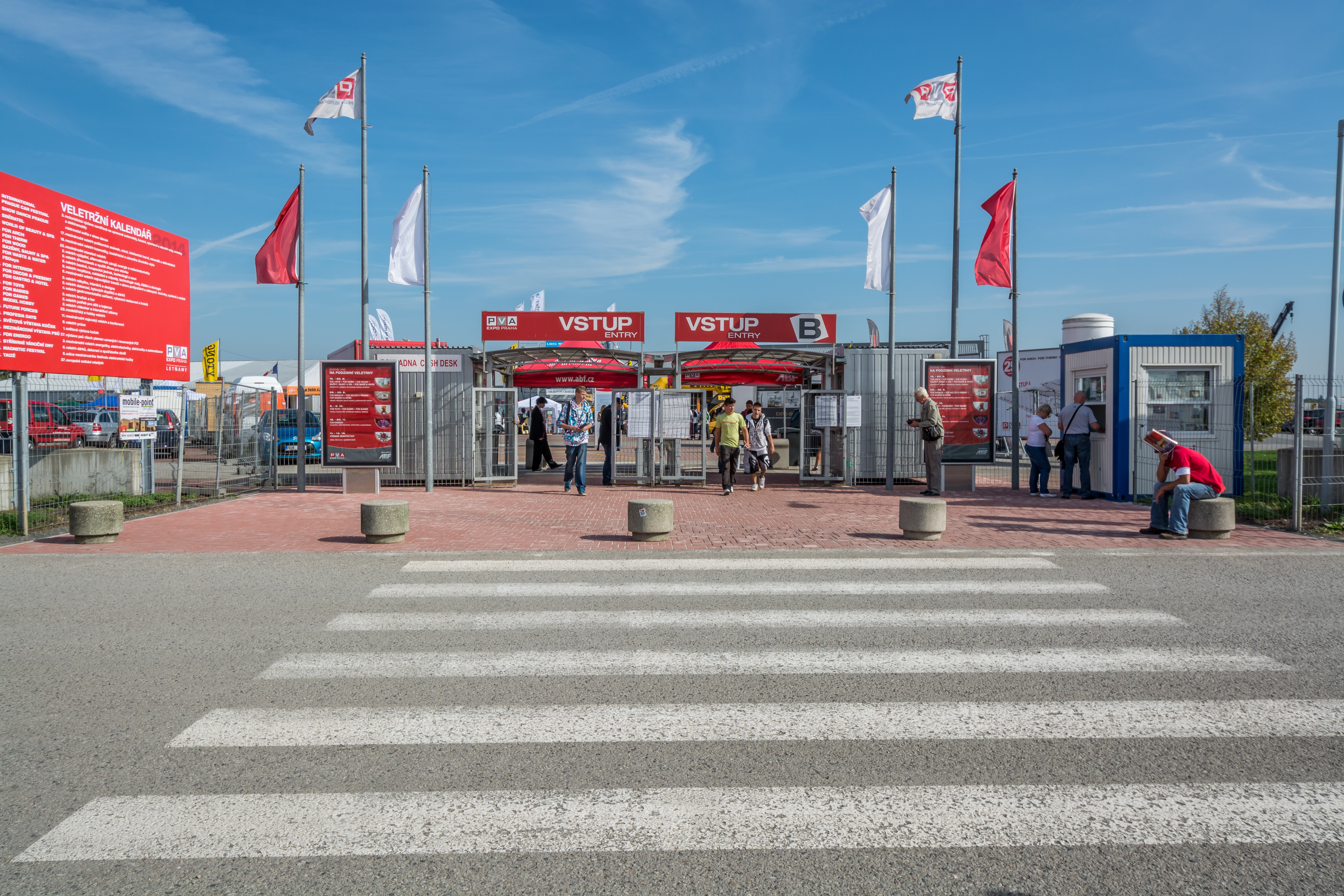
Vstup, 2016
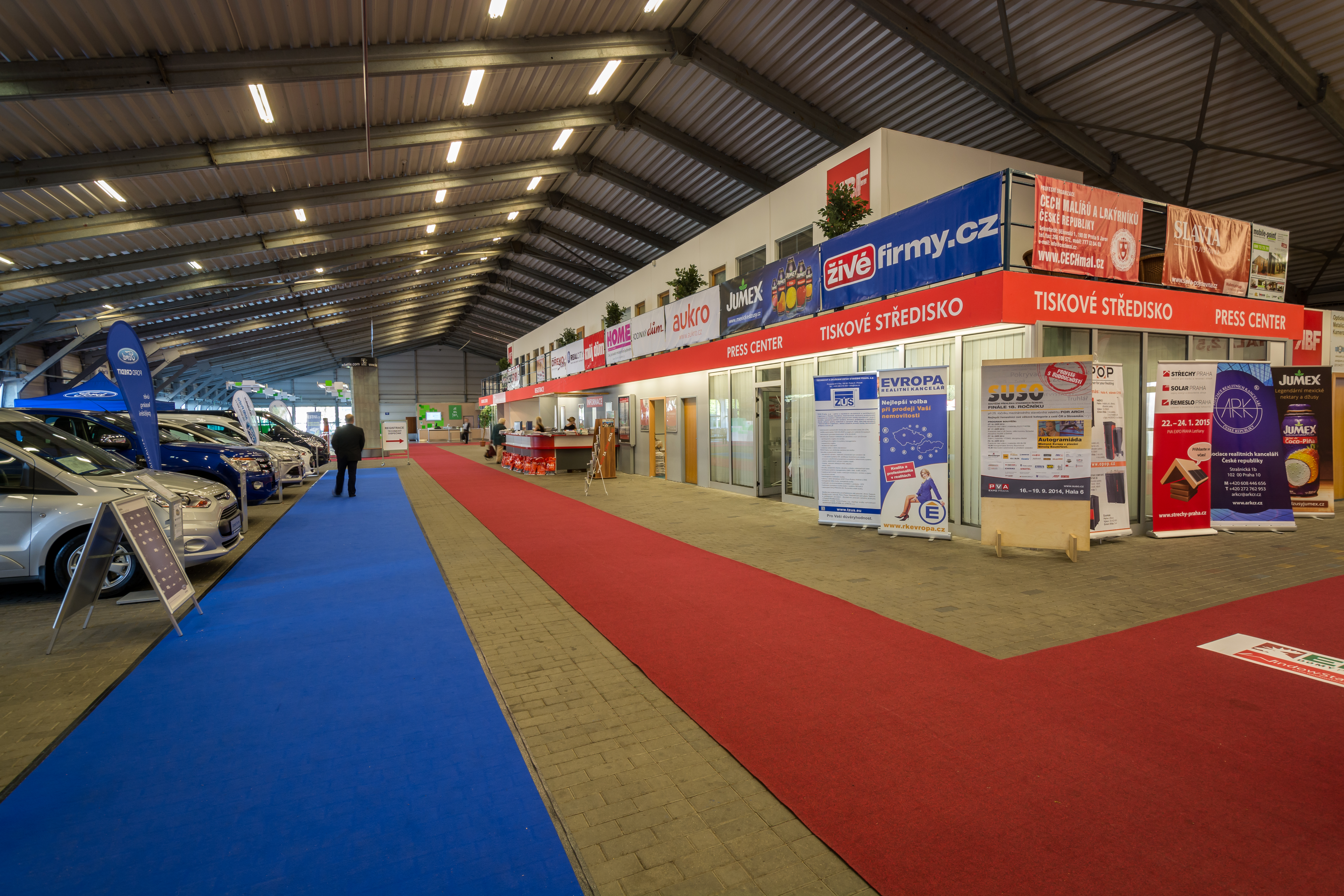
Interiér jedné z hal, 2016